# Глоговец
Глоговец (рум. Glogoveț) — село у повіті Алба в Румунії. Входить до складу комуни Валя-Лунге.
Село розташоване на відстані 250 км на північний захід від Бухареста, 34 км на схід від Алба-Юлії, 76 км на південний схід від Клуж-Напоки, 135 км на північний захід від Брашова.

## Населення
За даними перепису населення 2002 року у селі проживала 201 особа, усі — румуни. Усі жителі села рідною мовою назвали румунську.